# Simalio castaneiceps
Simalio castaneiceps là một loài nhện trong họ Clubionidae.
Loài này thuộc chi Simalio. Simalio castaneiceps được Eugène Simon miêu tả năm 1906.